# Hohenberg (österreichisches Adelsgeschlecht)

Wappen der Herzöge und Fürsten von Hohenberg

Erzherzog Franz Ferdinand mit seiner Gattin Sophie. Ihre Kinder erhielten den fürstlichen Titel von Hohenberg.

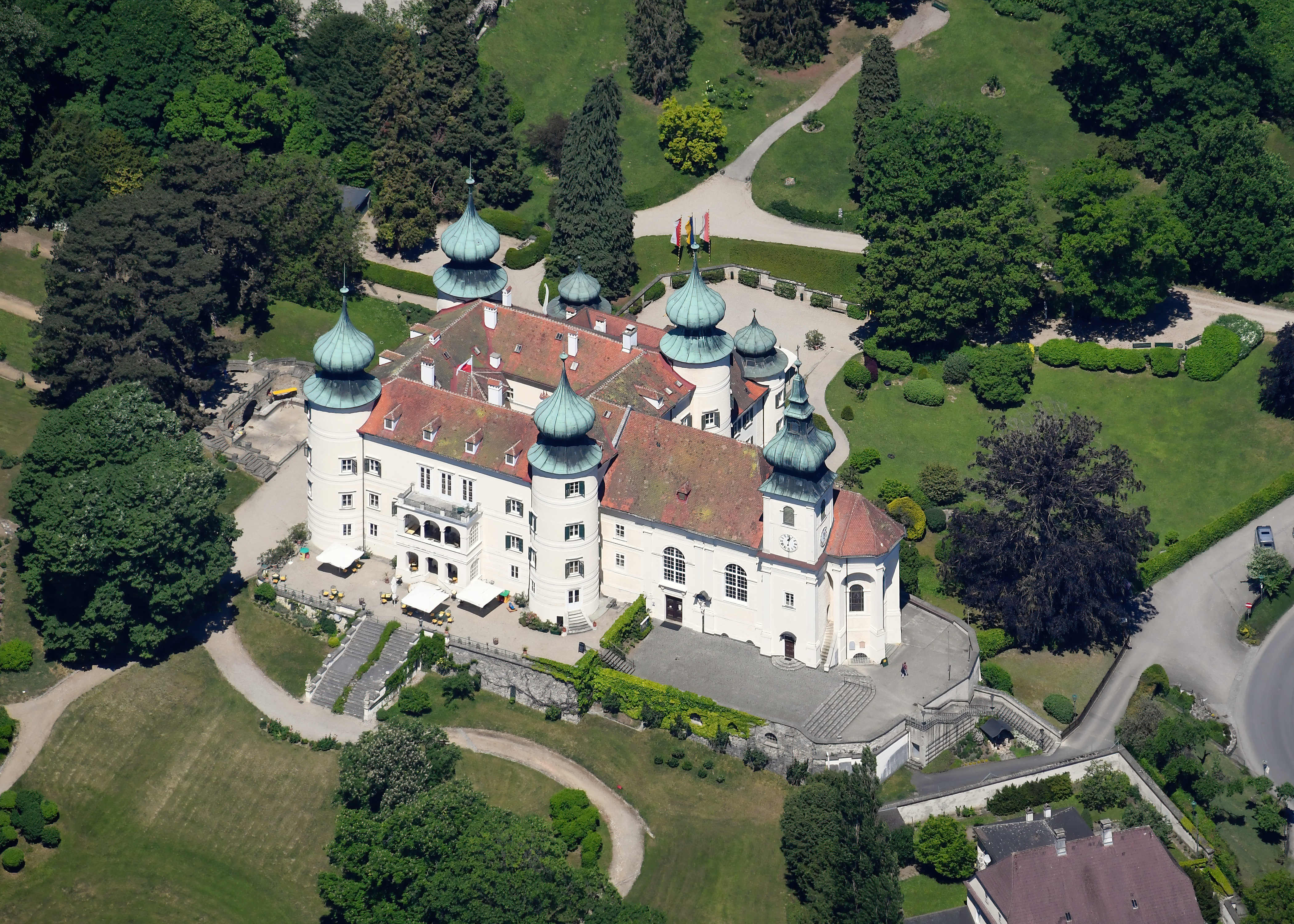
Schloss Artstetten, Niederösterreich

Hohenberg ist der Name einer österreichischen Familie, die bis 1919 die Herzogs- bzw. Fürstenwürde in Österreich-Ungarn besaß. Die Hohenberg sind Nachkommen der 1900 geschlossenen morganatischen Ehe des 1914 beim Attentat von Sarajevo ermordeten Thronfolgerpaars Franz Ferdinand von Österreich-Este und Sophie Chotek von Chotkowa. Sie stammen in männlicher Linie aus dem Kaiserhaus Habsburg-Lothringen und in weiblicher Linie aus dem alten böhmischen Adelsgeschlecht Chotek von Chotkow und Wognin.

## Geschichte
Erzherzog Franz Ferdinand von Österreich-Este (1863–1914) heiratete am 1. Juli 1900 in Reichstadt (Böhmen) die Gräfin Sophie Chotek von Chotkowa (1868–1914). Die Nachkommen aus dieser Ehe waren wegen des Kaiserlich österreichischen Familienstatuts, dem Hausgesetz der Dynastie Habsburg-Lothringen, nicht standesgemäß und damit nicht für die österreichisch-ungarische Thronfolge erbberechtigt.
Die strengen erbrechtlichen Vorschriften galten anfangs nur für Österreich. In Böhmen und Ungarn hingegen hätten Herzogin Sophie von Hohenberg Königin und ihre Kinder Thronerben werden können. Im Hinblick auf die Einheit der Monarchie Österreich-Ungarn erfolgte aber ein vertraglicher Verzicht auf diese Ansprüche.
Am 8. August 1900 wurde Sophie Chotek samt ihren zukünftigen ehelichen Nachkommen durch Kaiser Franz Joseph mit dem Namen Hohenberg und der Anrede „Fürstliche Gnaden“ in den österreichischen Fürstenstand erhoben und erhielt als Frau des Thronfolgers ein persönliches Wappen.  Der Name Hohenberg wurde gewählt nach dem im 15. Jahrhundert ausgestorbenen schwäbischen Adelsgeschlecht der Grafen von Hohenberg.
Aus der 1900 geschlossenen Ehe gingen folgende Kinder hervor: Sophie (1901–1990), Maximilian (1902–1962) und Ernst (1904–1954). Ein viertes Kind wurde im Herbst 1908 tot geboren.
Am 8. Juni 1905 verlieh Kaiser Franz Joseph der Fürstin von Hohenberg und ihren ehelichen Nachkommen das Prädikat „Durchlaucht“. Am 4. Oktober 1909 erfolgte die Erhebung der Fürstin von Hohenberg zur Herzogin von Hohenberg mit der Anrede „Hoheit“, wobei sich dies nur auf Sophie persönlich und nicht ihre Nachkommen erstreckte.
Nach dem Attentat von Sarajevo ging der Besitz des ermordeten Thronfolgerpaars auf seine Kinder über. Als ältester Nachkomme erbte der damals erst zwölfjährige Fürst Maximilian unter anderem das Schloss Artstetten in Niederösterreich, wo das Thronfolgerpaar auch beigesetzt wurde. Die drei Kinder erbten außerdem das Schloss Konopiště südlich von Prag, das Schloss Chlumetz in Südböhmen nahe der Grenze zu Österreich und das Schloss Greifenberg in Radmer in der Steiermark.
Nach dem Tod des Kaisers Franz Joseph 1916 wurden aus seinem Nachlass 20.000 ha Hektar Waldbesitz in Radmer, Steiermark, die eigentlich als testamentarisches Erbteil für Franz Ferdinand vorgesehen waren, an dessen Waisenkinder Max, Sophie und Ernst übertragen.
Während der Regierungszeit Kaiser Karls I. erhielten die Kinder des Thronfolgerpaars am 31. August 1917 ein erbliches Wappen und die in der Primogenitur erbliche Herzogswürde mit der Anrede „Hoheit“, die übrigen Nachkommen den Titel Fürst bzw. Fürstin mit der Anrede „Durchlaucht“.
Aufgrund des Adelsaufhebungsgesetzes tragen die Angehörigen des Geschlechtes in der Republik Österreich seit 1919 ausschließlich den Familiennamen Hohenberg. Ebenfalls 1919 wurden die Söhne des Thronfolgerpaars, Maximilian und Ernst, damals 17 bzw. 15 Jahre alt, in Konopiště und Chlumetz zu Gunsten der Tschechoslowakischen Republik in einer eigenen Lex Hohenberg entschädigungslos enteignet und als österreichische Staatsbürger nach Österreich ausgewiesen. Diese Enteignung war später Anlass eines jahrelangen rechtlichen Streits zwischen der Familie Hohenberg und der Republik Tschechien, der von Sophie Hohenberg vor die Europäischen Instanzen getragen wurde.
Nach dem Anschluss Österreichs 1938 wurden Maximilian und Ernst Hohenberg ins Konzentrationslager Dachau deportiert, weil sie sich für die Selbstständigkeit Österreichs und gegen den „Anschluss“ an das Deutsche Reich ausgesprochen hatten. Schloss Artstetten wurde enteignet und die Forstwirtschaft in Radmer ging ebenfalls in den Besitz des Deutschen Reiches über. Dies war eine der größten Enteignungen in Österreich. Die Inhaftierung der Brüder Hohenberg erregte im westlichen Ausland starke Aufmerksamkeit. Maximilian wurde 1940 entlassen, während Ernst in das Konzentrationslager Buchenwald verlegt wurde und erst 1943 heimkehren konnte. Der enteignete Familienbesitz gelangte nach der Zeit des Nationalsozialismus an die Republik Österreich, die Rückgabe an Maximilian Hohenberg erfolgte erst 1949. Dieser vererbte Artstetten mit Schloss, Forst- und Landwirtschaft 1962 an seinen ältesten Sohn Franz Ferdinand Hohenberg. Nach seinem Tod 1977 überschrieb dessen Witwe Elisabeth den Besitz an ihre älteste Tochter Anita, die den französischen Grafen Romée de La Poeze d’Harambure heiratete. Diese brachten den Besitz in die Ende 2003 gegründete Anita Hohenberg-Stiftung ein. Der Forstbesitz in Radmer wurde unter den Erben aufgeteilt.

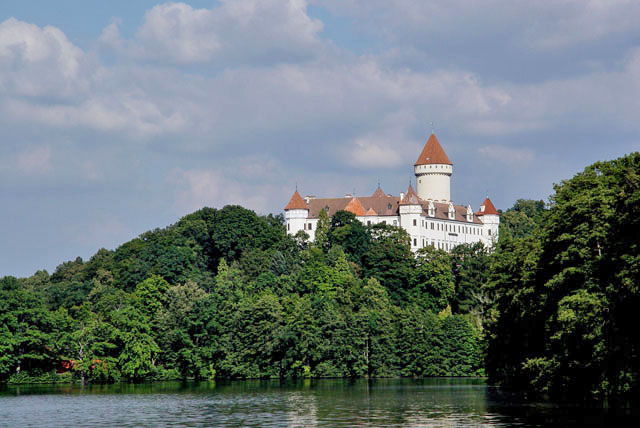
Schloss Konopiště, 1919 enteignet
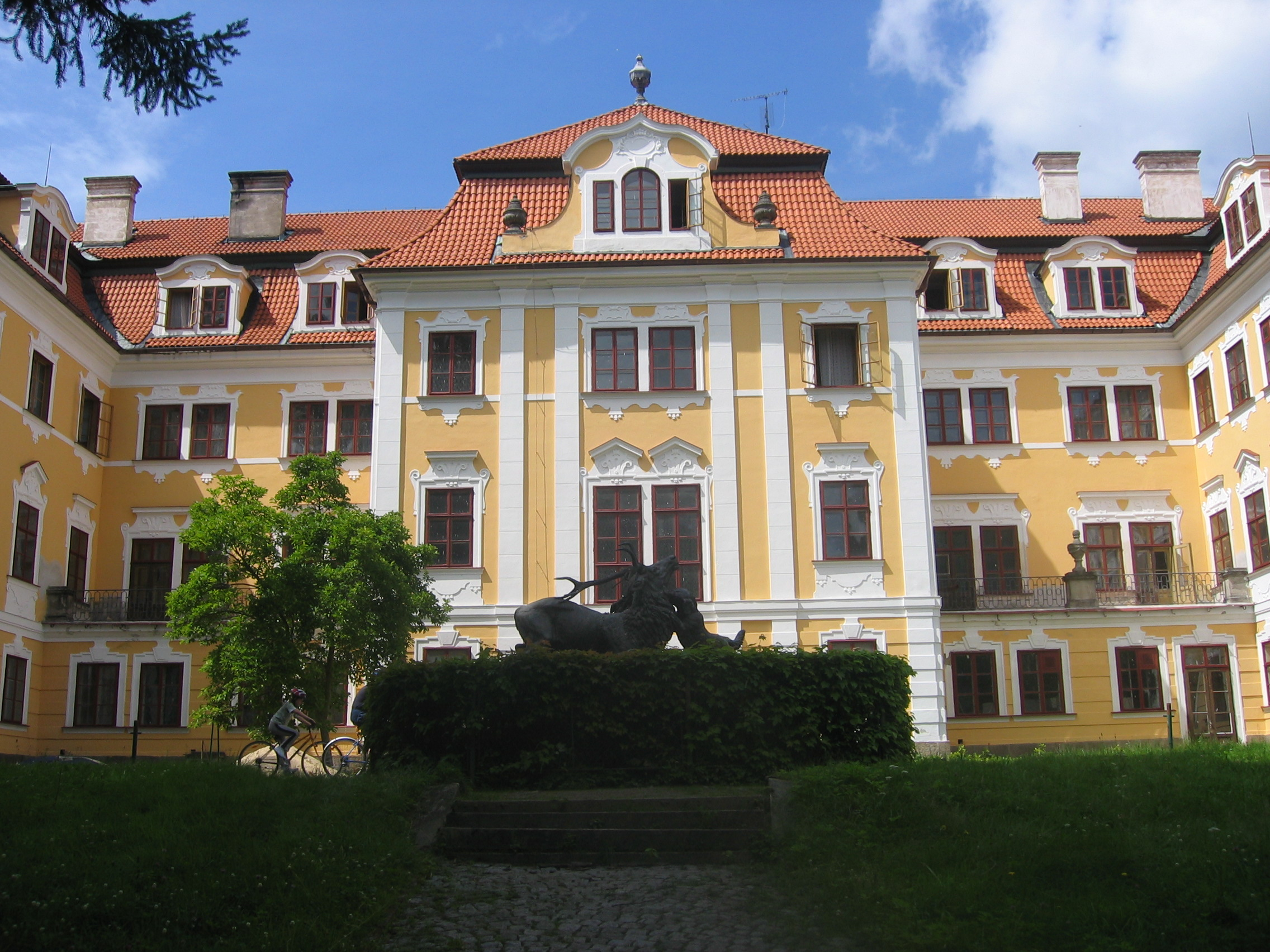
Schloss Chlumetz, 1919 enteignet
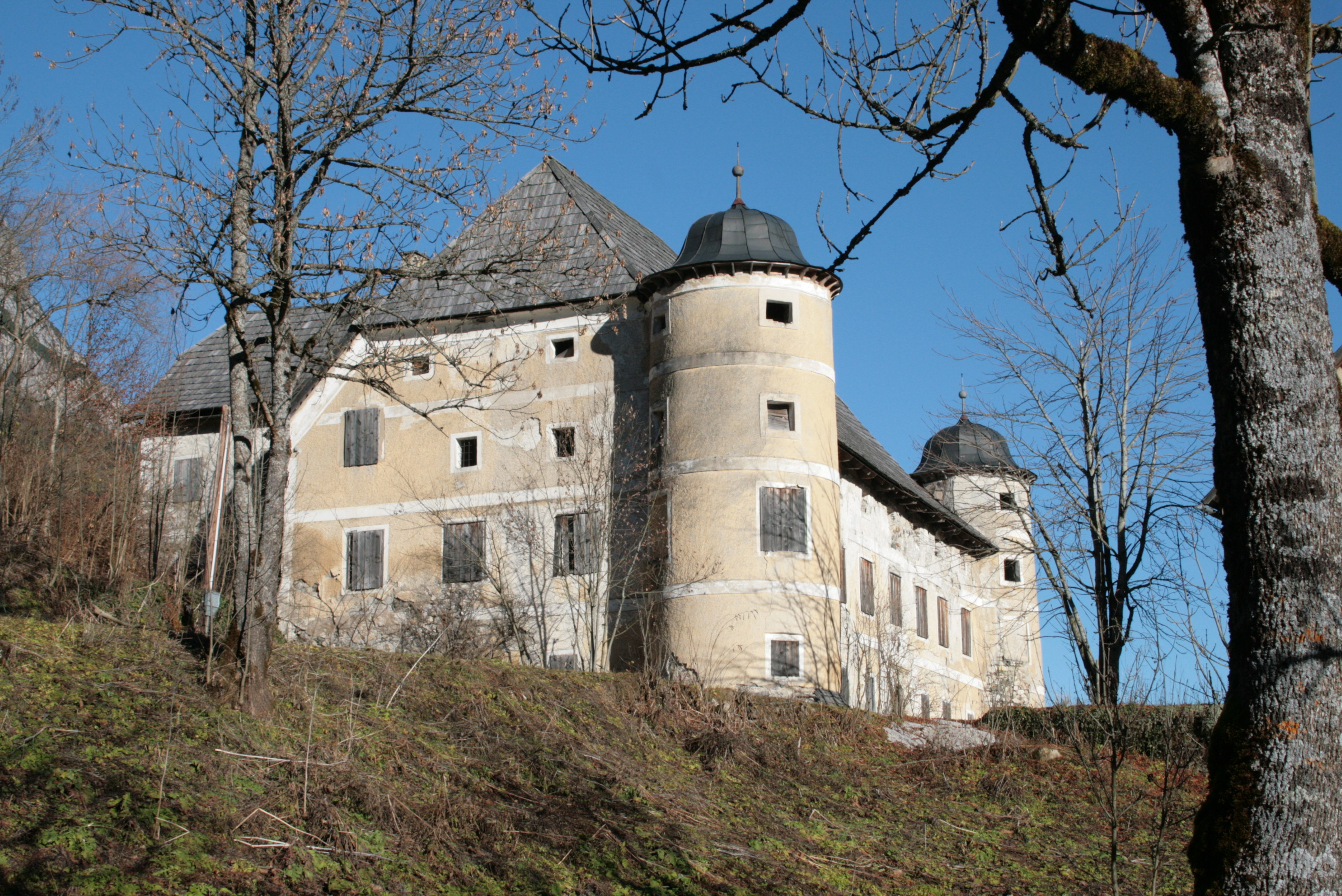
Schloss Greifenberg in Radmer, Steiermark
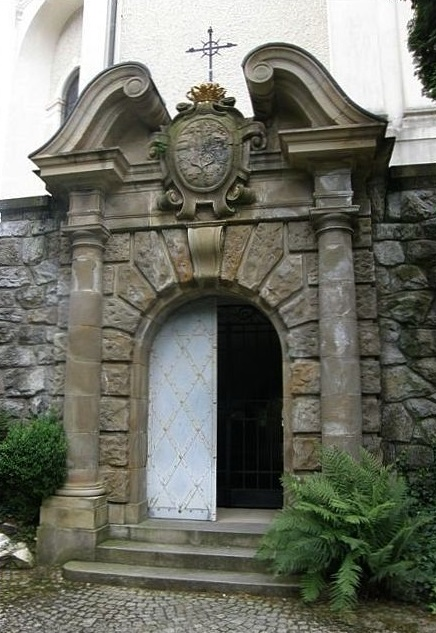
Schloss Artstetten, Eingangsportal zur Hohenberg-Familiengruft

Die Grablege der Familie Hohenberg befindet sich in Schloss Artstetten. 1909 erteilte Erzherzog Franz Ferdinand den Auftrag zur Errichtung der Familiengruft für zwölf Särge unter dem Vorplatz der Schloss- und Pfarrkirche St. Jakobus der Ältere. 1955/56 wurde die Gruft nach dem Tod von Ernst Hohenberg unter dem Kirchturm und der Schloss-Südterrasse erweitert. Heute sind neben den beiden Söhnen und ihren Frauen auch drei Enkel Erzherzog Franz Ferdinands hier beigesetzt. Für die Nachkommen der Anna Hohenberg und des Grafen Romée de La Poeze d’Harambure wurde die alte Gruft der Schlossherren reaktiviert.

## Wappen

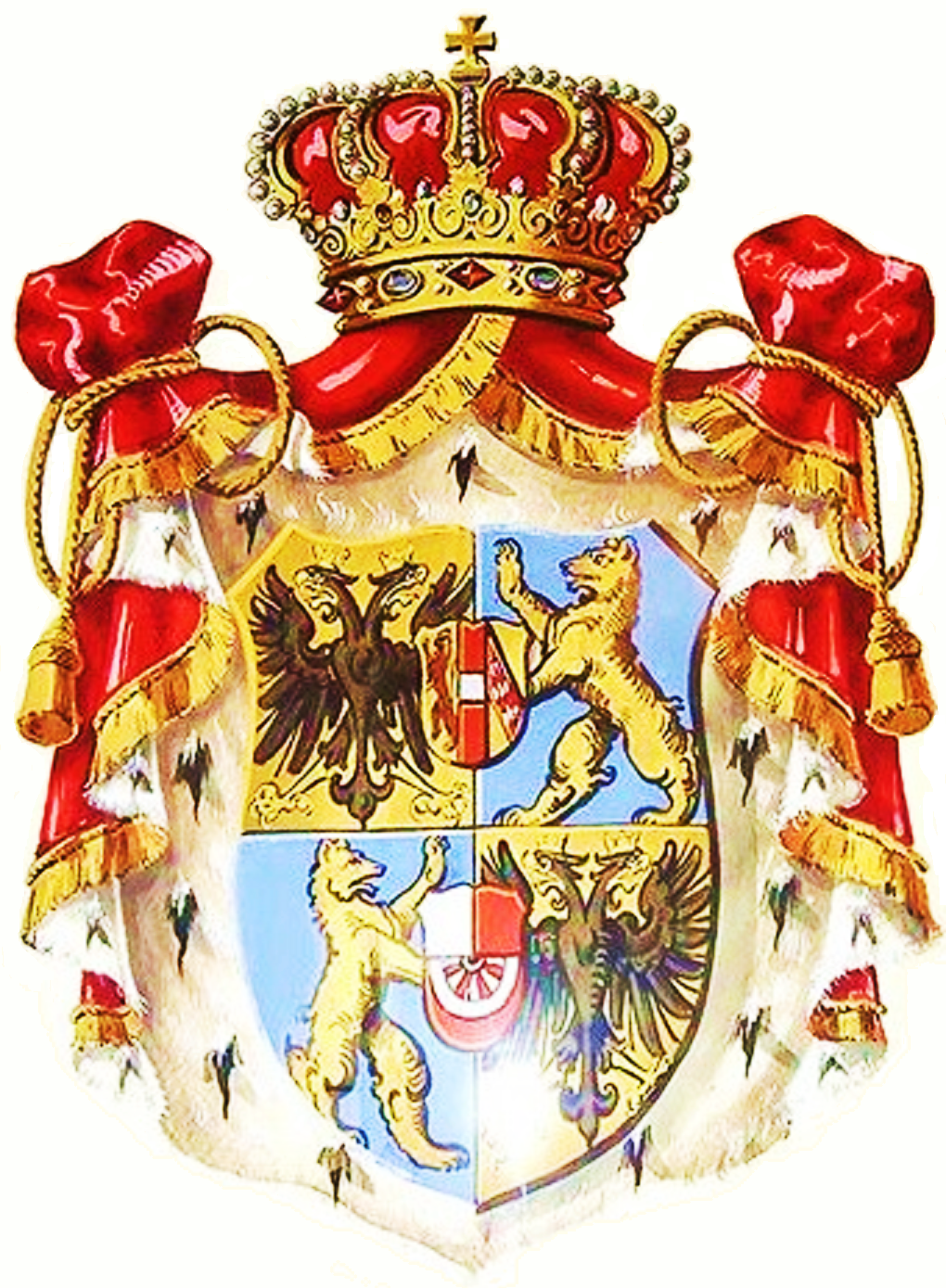
Persönliches Wappen der Herzogin Sophie von Hohenberg, 1909

Das 1917 verliehene Wappen der Herzöge und Fürsten von Hohenberg ist von Silber und Rot dreimal geteilt. Zwei Helme mit rot-silbernen Decken: rechts ein naturfarbener Pfauenstoß (Helmzier von Österreich), links zwei von Silber und Rot geteilte Büffelhörner mit verwechselten Beschlägen und Schnüren (Helmzier der erloschenen schwäbischen Grafen von Hohenberg). Herzogskrone und -mantel. (Der Wappenschild bezieht sich wie die beiden Helmzieren gleichermaßen auf Österreich wie auf das erloschene Geschlecht der Grafen von Hohenberg: einerseits ist es eine Minderung des österreichischen Balkenschildes: unter silbernem Schildhaupt, gleichzeitig aber auch eine Minderung des Hohenberger Stammwappens: eine Doppelung von dessen Teilung von Silber und Rot.)
Herzogin Sophie von Hohenberg hatte als Gemahlin des künftigen Kaisers ein persönliches Wappen: Geviert, die Felder 1 und 2 des Hauptschildes belegt mit dem Schild des Hauswappens Habsburg-Lothringen (= zweimal gespalten; vorn in Gold ein blaugekrönter, blaubewehrter und blaugezungter roter Löwe [= Habsburg], mittig auf rotem Grund ein silberner Balken [= Österreich], hinten in Gold ein roter Schrägbalken, der Richtung des Balkens nach belegt mit drei silbernen gestümmelten Adlern [= Lothringen]), die Felder 3 und 4 des Hauptschildes belegt mit dem Schild des Stammwappens Chotek (= geteilt; oben von Silber und Rot gespalten, unten in Rot ein unterhalbes Wagenrad, das an die Teilungslinie anstößt); in Feld 1 und 4 des Hauptschildes  in Gold ein gekrönter schwarzer Doppeladler (= aus dem reichsgräflichen Wappen Chotek), in Feld 2 und 3 des Hauptschildes in Blau einwärts gekehrt ein goldener Bär (= aus dem reichsgräflichen Wappen Chotek). Herzogskrone und -mantel.

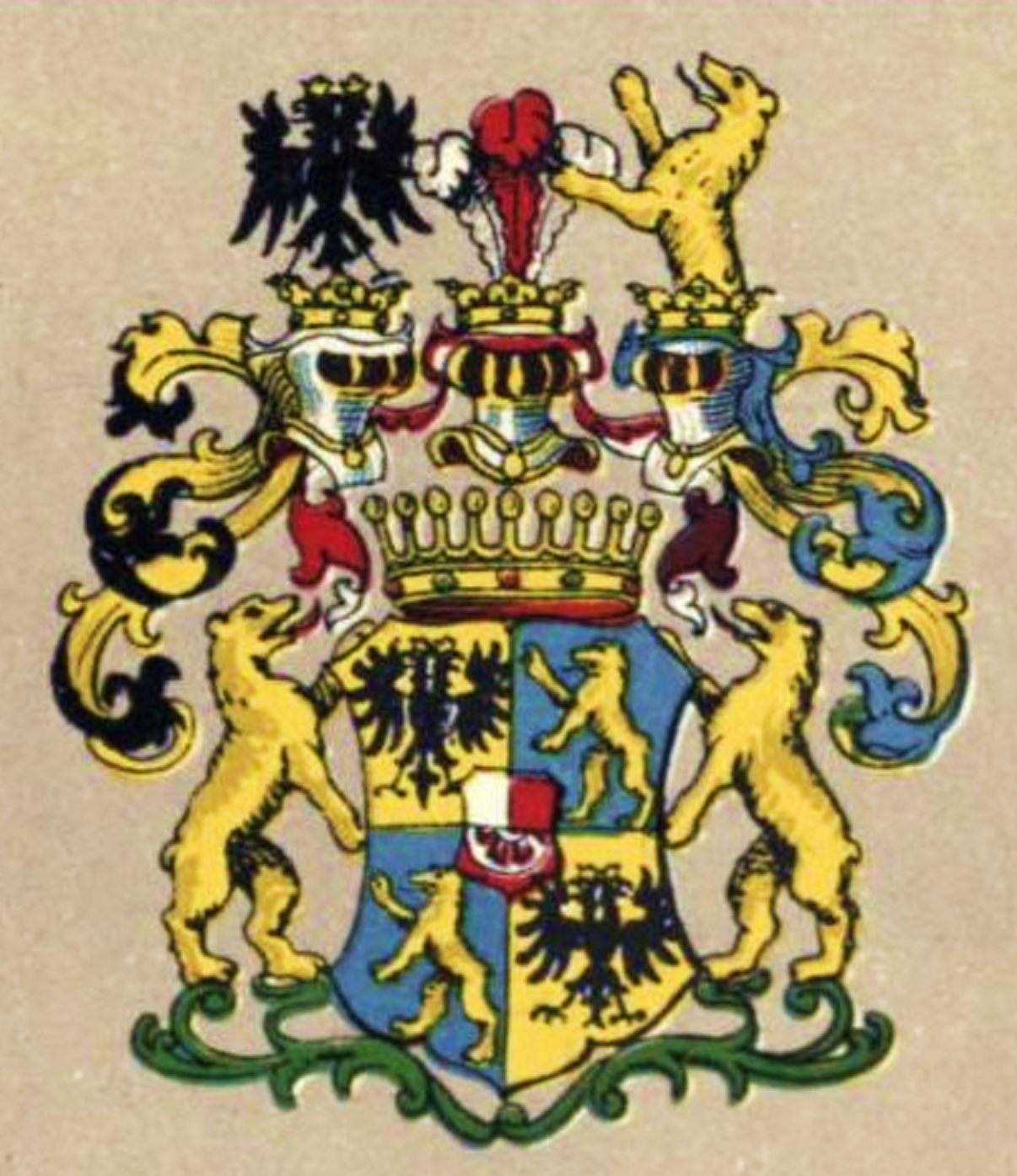
Wappen der Reichsgrafen Chotek von Chotkow und Wognin

Das 1745 anlässlich der Erhebung der Chotek von Chotkow in den Reichsgrafenstand verliehene Wappen war: Geviert mit Herzschild; dieser geteilt, oben von Silber und Rot gespalten, unten in Rot ein unterhalbes Wagenrad, das an die Teilungslinie anstößt (= Stammwappen Chotek); im Hauptschild in Feld 1 und 4 in Gold ein schwarzer Doppeladler, jeder Kopf bekrönt (= kaiserliches Gnadenzeichen anlässlich der Erhebung in den Reichsgrafenstand), in Feld 2 und 3 in Blau einwärts gekehrt ein goldener Bär (= erloschenes Geschlecht der Charwat von Bärnstein). Eingeschobene Grafenkrone. Drei gekrönte Turnierhelme: rechts ein schwarzer, auf jedem Kopf gekrönter Doppeladler (= kaiserliches Gnadenzeichen), mittig drei Straußenfedern silbern-rot-silbern, links ein wachsender goldener Bär. Helmdecken: schwarz-golden, rot-silbern, blau-golden. Schildhalter:  zwei goldene Bären.

## Standeserhebungen
- Österreichischer Fürstenstand (unbeschränkt für alle ehelichen Nachkommen beiderlei Geschlechts) mit dem Namen „Hohenberg“ und dem Prädikat „Fürstliche Gnaden“ für Sophie Chotek von Chotkowa, Diplom vom 8. August 1900
- Österreichische Verleihung des Prädikats „Durchlaucht“ (unbeschränkt für alle ehelichen Nachkommen beiderlei Geschlechts) verliehen Wien 8. Juni 1905 für Ihre Fürstliche Gnaden Fürstin Sophie von Hohenberg, geb. Gräfin Chotek von Chotkowa
- Österreichische Herzogswürde als „Herzogin von Hohenberg“ mit dem Prädikat „Hoheit“ (persönlich) verliehen Wien 4. Oktober 1909, Ministerialbestätigung Wien 17. Dezember 1909, für Ihre Durchlaucht, Fürstin Sophie von Hohenberg, geb. Gräfin Chotek von Chotkowa
- Österreichische Herzogswürde als „Herzog von Hohenberg“ mit dem Prädikat „Hoheit“ (nach dem Rechte der männlichen Erstgeburt) verliehen Reichenau 31. August 1917, Diplom vom 5. Oktober 1917

## Adelsrechtliches
Das herzoglich-fürstliche Geschlecht Hohenberg stellt genealogisch eine agnatische Nachkommenlinie des Hauses Habsburg-Lothringen dar, stammt jedoch aus der morganatischen Ehe des kaiserlich und königlich österreich-ungarischen Thronfolgers Franz Ferdinand von Österreich-Este mit Gräfin Sophie Chotek von Chotkow und gilt daher als ein eigenständiges Adelsgeschlecht, das auch gemäß dem Hofprotokoll nie zu den offiziellen Mitgliedern des kaiserlich-königlichen Hauses Habsburg-Lothringen zählte, daher in Österreich auch nicht thronfolgeberechtigt war und den regierenden und ehemals regierenden europäischen Dynastien als unebenbürtig galt. Die strengen erbrechtlichen Vorschriften galten anfangs nur für Österreich. In Böhmen und Ungarn hingegen hätten Herzogin Sophie von Hohenberg Königin und ihre Kinder Thronerben werden können. Im Hinblick auf die Einheit der Monarchie Österreich-Ungarn erfolgte aber ein vertraglicher Verzicht auf diese Ansprüche. Die drei Kinder des Erzherzog-Thronfolgers Franz Ferdinand von Österreich-Este waren aber 1914, nach der Ermordung ihrer Eltern in Sarajevo Erben von dessen Privatbesitz.
Mit dem Namen Hohenberg wurde ein Name gewählt, der eine genealogische Verbindung zum Hause Habsburg-Lothringen nahelegt bzw. offenkundig macht, da er zurückgeht auf die Stammmutter aller späteren Habsburger, auf Gertrud von Hohenberg († 1281), die aus dem Geschlecht der später erloschenen Grafen von Hohenberg, einer Seitenlinie der Hohenzollern, stammte und die Gemahlin des römisch-deutschen Königs Rudolf I. von Habsburg war.

## Genealogie (Auszug)
Erzherzog Franz Ferdinand von Österreich-Este (1863–1914) ⚭ Reichstadt 1900 Sophie Gräfin Chotek von Chotkowa (1868–1914)
1. Sophie Hohenberg (1901–1990) ⚭ 1920 Friedrich Graf Nostitz-Rieneck (1893–1973)
2. Maximilian Hohenberg (1902–1962) ⚭ Elisabeth Gräfin Waldburg-Wolfegg (1904–1993), auf Artstetten
  1. Franz Ferdinand Hohenberg (1927–1977) ⚭ 1956 Elisabeth von Bourbon-Parma, Prinzessin von Luxemburg und Nassau (1922–2011), auf Artstetten
    1. Anita Hohenberg (* 1958) ⚭ Romée Comte de La Poeze d’Harambure (* 1949), auf Artstetten
    2. Sophie Felicitas Hohenberg (* 1960) ⚭ Jean-Louis Baron de Potesta (* 1951)

  2. Georg Hohenberg (1929–2019) ⚭ 1960 Eleonore Prinzessin von Auersperg-Breunner (* 1928)
    1. Nikolaus Hohenberg (* 1961) ⚭ Elisabeth Gräfin von Westphalen (* 1963)
    2. Henriette Hohenberg (* 1964)
    3. Maximilian Hohenberg (* 1970) ⚭ Emilia Oliva (* 1971)

  3. Albrecht Hohenberg (1931–2021) ⚭ 1962 Leontine Gräfin von Cassis-Faraone (* 1933)
    1. Margarethe Hohenberg (* 1963) ⚭ Karl Joseph Habsburg-Lothringen (* 1960)
    2. Leo Hohenberg (* 1964) ⚭ Rosalind Roque Alcoforado (* 1964)
    3. Johanna Hohenberg (* 1966) ⚭ Andreas Graf Henckel von Donnersmarck (* 1959)
    4. Katharina Hohenberg (* 1969) ⚭ Carlos de Vigo

  4. Johannes Hohenberg (1933–2003) ⚭ 1969 Elisabeth Meilinger-Rehrl (* 1944)
    1. Sophie Hohenberg (* 1970)
    2. Stephan Hohenberg (* 1972) ⚭ Leonie von Kloss
    3. Georg Hohenberg (* 1975)
    4. Isabella Hohenberg (* 1976)

  5. Peter Hohenberg (1936–2017) ⚭ 1970 Christine Meilinger-Rehrl (1945–2020)
    1. Marie-Christine Hohenberg (* 1970)
    2. Marie-Therese Hohenberg (* 1972)

  6. Gerhard Hohenberg (1941–2019)
3. Ernst Hohenberg (1904–1954) ⚭ 1936 Marie-Therese Wood (1910–1985)
  1. Franz Ferdinand Hohenberg (1937–1978) ⚭ 1964 Heide Zechling (1941–2015)
    1. Franz Hohenberg (* 1969) ⚭ Christiane Pirker (* 1970)

  2. Ernst Hohenberg (* 1944) ⚭ I 1973–1999 Patricia Caesar (* 1953), ⚭ II 2007 Margareta Anna Ndisi (* 1959)
    1. (I) Eva Hohenberg (* 1974) ⚭ 2005 Alessandro Geromella (* 1970) (annulliert)
4. Totgeborener Sohn (1908)

## Weitere Namensträger (UK)
1. Holly Prinzessin von Hohenberg (* 1996) ⚭ Emanuel Prinz von Hohenberg (* 1992)